# Dny evropského filmu
Dny evropského filmu jsou filmovou přehlídkou, která divákům každoročně nabízí to nejlepší z evropské kinematografie za uplynulý rok. Přehlídka se koná od roku 1994 a probíhá po dobu jednoho týdne v Praze (kina Světozor a Lucerna), následně se přesouvá do dalších měst v rámci ozvěn. Dny evropského filmu každý rok divákům představí více než 40 současných evropských filmů z 25 evropských zemí.

## Program festivalu
Cílem přehlídky je přinést komplexní obraz současného evropského filmu a poskytnout prostor pro představení i méně známých (a často opomíjených) kinematografií malých států. Valná většina filmů je tak uváděna v české premiéře a některé posléze i vstupují do české distribuce. Filmové projekce jednotlivých ročníků doplňují odborné semináře pro filmové profesionály.
Řada filmů byla oceněna na významných národních a mezinárodních filmových festivalech a vznikla v mezinárodních koprodukcích. Filmy se promítají v původní verzi s českými titulky a vzhledem k zájmu cizojazyčně mluvících diváků, kteří jsou součástí divácké obce filmové přehlídky, jsou samozřejmostí anglické titulky.
Dny evropského filmu hostily osobnosti, jako jsou Ken Loach (Pršící kamení, Sladkých šestnáct let), Aki Kaurismäki (Drž si šátek, Tatjano, Muž bez minulosti), Carlos Saura (Goya v Bordeaux), Brenda Blethyn (Záchrana Grace), Stephen Frears (Liam), Mikkel Boe Følsgaard (Královská aféra), Simon J Berger (Call Girl) a další. V roce 2024 festival připravil speciální poctu režisérce Jessice Hausner.

## Organizátoři
Prvních několik ročníků byla akce spíše „přehlídkou filmů ze zemí EU, kdy se na přípravě podílely členské země EU, ale postupně se, zejména skrze koprodukci, přidávaly i další evropské země a 10. ročník byl již „přehlídkou filmů ze současných a budoucích členských zemí EU“. Nyní programová skladba přehlídky zahrnuje filmy všech Evropských zemí. 1. ročník přehlídky byl zahájen 8. dubna roku 1994 snímkem Orlando režisérky Sally Potter.

## Program
Program Dnů evropského filmu představující průřez současnou evropskou kinematografií je sestavován v aktivní spolupráci s ambasádami a kulturními instituty jednotlivých evropských zemí. Každoročně přináší přehlídka v průměru na 40 filmů, rozdělených do několika tematických sekcí:
- Národní liga (National League) – sekce přinášející výběr filmů sestavený z kandidátů daných zemí navržených pro nominace na Oscara za nejlepší cizojazyčný film.
- K věci (To The Point) – sekce sestavená ve spolupráci se Zastoupením Evropské komise v ČR vycházející z tématu aktuálního roku 2013, který byl vyhlášen Evropským rokem občanů. Vybrané filmy tak reflektují témata jako občanská iniciativa, otázky migrace a integrace nebo evropské identity.
- Best Of – výběr toho nejzajímavějšího, co vzešlo v horizontu posledních dvou let z kinematografie jednotlivých evropských zemí.
- Film&Music – sekce zaměřené na evropské filmy s tématem hudby, hudební filmy a hudební dokumenty.
- €Docs – Evropa dokumentární. Výběr výjimečných evropských dokumentárních filmů, kterým sluší velké plátno.
- MEDIA - CESTA ČASEM - sekce nabízí výběr filmů, jejichž distribuce v České republice byla v minulých letech podpořena programem Evropské unie MEDIA.